# Józef Maj
Józef Roman Maj (ur. 9 sierpnia 1942 w Kostkach Dużych) – polski ksiądz katolicki (prałat) i działacz społeczny. 

## Życiorys
Wychował się w Busku-Zdroju. W latach 1955–1968 działał w opozycyjnych strukturach młodzieżowych o charakterze patriotyczno-chrześcijańskim. Ukończył polonistykę na Uniwersytecie Warszawskim. W trakcie studiów pracował w Ośrodku Dokumentacji i Studiów Społecznych koła poselskiego „Znak”, później w Instytucie Badań Literackich PAN.
W październiku 1968 rozpoczął naukę w Wyższym Metropolitalnym Seminarium Duchownym w Warszawie. Święcenia kapłańskie otrzymał w 1973 z rąk prymasa Stefana Wyszyńskiego. Był wikariuszem w parafii Niepokalanego Poczęcia Najświętszej Maryi Panny na Żbikowie (dzielnica Pruszkowa), jednocześnie współpracował z Episkopatem.
Od 1975 był duszpasterzem akademickim w Warszawie, najpierw w Ośrodku Akademickim „Arka”, później (w latach 1980–1984) w kościele św. Anny. Tu stworzył i przez pięć lat prowadził diecezjalną Warszawską Akademicką Pielgrzymkę Metropolitalną. Był też współorganizatorem Prymasowskiego Komitetu Charytatywno–Społecznego. Działał jako łącznik wielu represjonowanych.
15 sierpnia 1984 został pod naciskiem władz komunistycznych przesunięty do pracy parafialnej w parafii św. Katarzyny na warszawskim Służewie, gdzie od 1 sierpnia 1985 do przejścia na emeryturę 14 sierpnia 2013 był proboszczem. Kapelan Niezależnego Zrzeszenia Studentów oraz Związku Młodzieży Demokratycznej.  
Podczas chodzenia po kolędzie w styczniu 1986 roku dowiedział się od jednego z parafian (Franciszka Skoneckiego) o istnieniu pochówków ofiar stalinowskich na cmentarzu przy Wałbrzyskiej. Zaczął spisywać relacje żyjących świadków, odkrył także w starej drewutni na terenie przy plebanii pudło z maszynopisami i rękopisami: korespondencją z 1947 r. proboszcza parafii z naczelnikiem więzienia na Mokotowie i z prokuratorem.  
Został członkiem założycielem Społeczno-Kościelnego Komitetu Uczczenia Ofiar Terroru Władzy z lat 1944–1956. Komitet miał kłopoty związane z brakiem zgody na rejestrację.  Pomogli mec. Andrzej Grabiński i mec. Jan Olszewski, którzy w rozmowie z Prymasem Józefem Glempem skłonili go do wsparcia i powołania komitetu. Wszystkie te działania doprowadziły do ujawnienia i nagłośnienia w mediach tajnych pochówków ofiar reżimu komunistycznego na nowym cmentarzu na Służewie.  
Przed kościołem św. Katarzyny zbudowano z jego inicjatywy pomnik Męczenników Terroru Komunistycznego z lat 1944–1956. Zorganizował i uczestniczył w pracach politycznych Konwentu św. Katarzyny. Kapelan Akademickiego Stowarzyszenia Katolickiego Soli Deo, Katolickiego Stowarzyszenia Wychowawców, Towarzystwa Naukowego im. Stanisława ze Skarbimierza. Wchodzi w skład kapituły nadającej Medal im. księdza Ignacego Skorupki. 16 kwietnia 2010 odprawił w kaplicy belwederskiej mszę św. w intencji tragicznie zmarłego Ryszarda Kaczorowskiego, ostatniego prezydenta RP na wychodźstwie. 
Wybudował w Ratułowie u Muliców koło Zakopanego dom dla młodzieży zwany „Majówką”. W stanie wojennym zatrudniał jako dozorcę Tomasza Wołka (naczelnego „Życia”).
Od 2007 kapelan i członek Rady Fundacji „Żołnierzy Wyklętych”.
W 2 października 2012 roku ambasador Francji wręczył księdzu prałatowi tytuł Oficera Państwowego Orderu Zasługi za działania i zaangażowanie na rzecz demokracji, w szczególności za to, że ksiądz Maj okazał się "wybitnym uczestnikiem walki narodu polskiego z komunistycznym uciskiem, zarówno dzieje rodziny Księdza jak i własna historia życia świadczą o znaczeniu - na przestrzeni wieków - solidarności między naszymi dwoma narodami w bojach o wolność". 
W czerwcu 2013 kardynał Kazimierz Nycz zmienił w archidiecezji 11 proboszczów, którzy odeszli na emeryturę, w tym proboszcza ks. Józefa Maja z parafii św. Katarzyny. W jego miejsce parafię objął ks. Wojciech Gnidziński, dotychczasowy proboszcz  Parafii św. Stanisława Biskupa i Męczennika w Sobikowie w gminie Góra Kalwaria.

## Rodzina
Jego stryjecznym bratem jest działacz sportowy Jan Maj.

## Nagrody i odznaczenia
- 1993 – złoty Medal „Opiekun Miejsc Pamięci Narodowej”[9],
- 1994 – odznaczony Orderem Prymasowskim „Ecclesiae populoque servitium praestanti”[10]
- 2000 – medal Polonia Mater Nostra Est,
- 2003 – nagroda „Bóg Zapłać” miesięcznika Powściągliwość i Praca,
- 2006 – odznaka „Za opiekę nad zabytkami”[11],
- 8 lutego 2012 – wyróżniony odznaką „Zasłużony dla Warszawy” (nr legitymacji 1635)[12]
- 2012 – klasa oficerska Orderu Narodowego Zasługi Republiki Francuskiej[7].

## Publikacje (wybór)
- Dar z Góry Synaj, czyli rzecz o Dekalogu, Warszawa 2005.
- Eksterminacja Narodu Polskiego na ziemiach polskich w latach 1944–1956, Warszawa 2006.
- redaktor i współautor: Przechodniu, pochyl czoło...: Pomnik Męczenników Terroru Komunistycznego w Polsce 1944–1956, Warszawa 1999.